# Willem Jan Willemsen

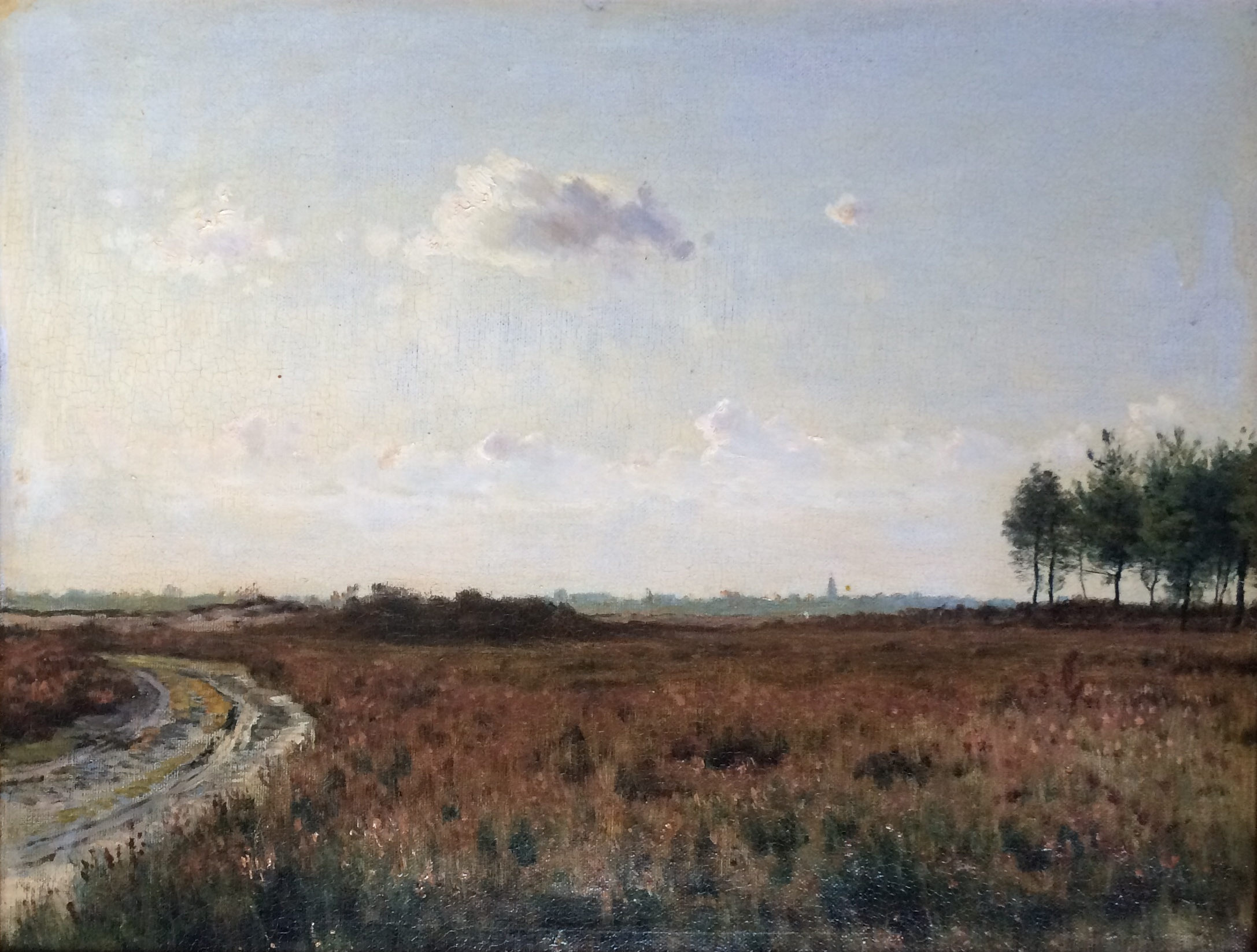
Heidelandschap

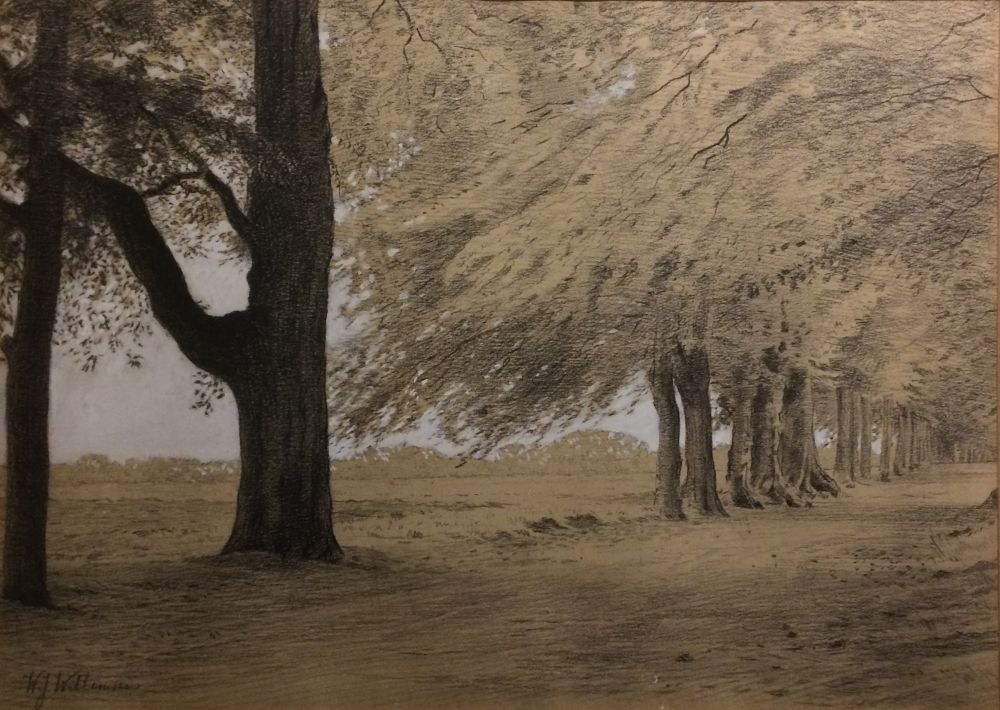
Willem Jan Willemsen - landschap nabij Arnhem

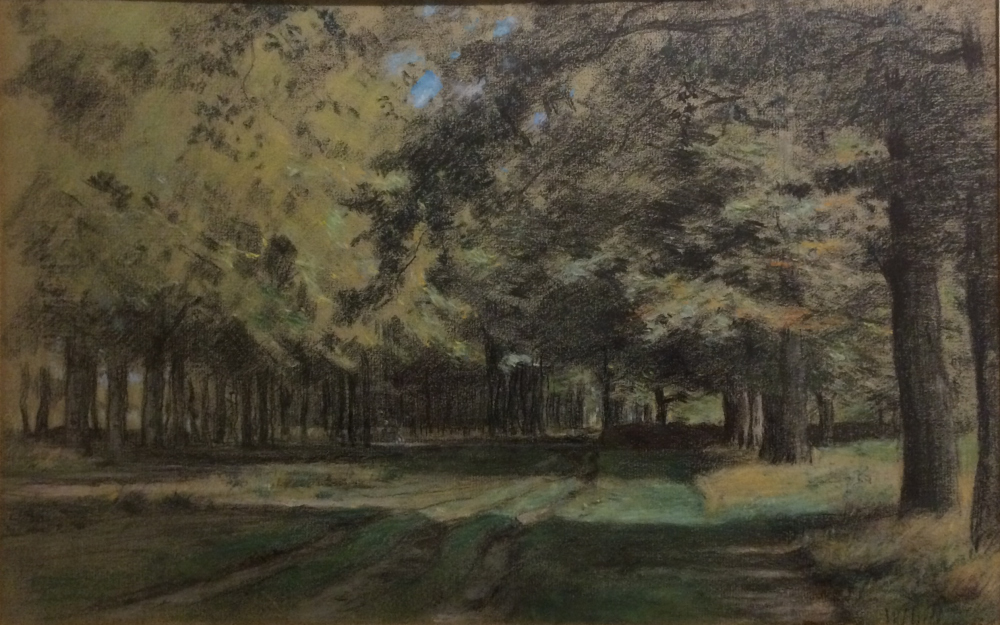
Willem Jan Willemsen - landschap nabij Arnhem

Willem Jan Willemsen (Arnhem, 15 augustus 1866 – aldaar, 9 januari 1914) was een Nederlandse schilder.

## Leven en werk
Willemsen behaalde in 1891 op 16-jarige leeftijd het diploma L.O. tekenen en in 1892 het diploma M.O. tekenen en genoot verder zijn opleiding bij Kunstoefening in Arnhem, de Rijksakademie van beeldende kunsten in Amsterdam en de Tekenacademie in Antwerpen. Zijn leermeesters waren August Allebé, Sieger Baukema, en Willem Anthonie van de Gumster.

Willemsen werkte  vanaf 1882 in Amsterdam, vanaf 1886 in Arnhem, vanaf 1887 in Antwerpen. Verder werkte hij in Den Haag, Uddel, Baarn en Parijs. Willemsen maakte landschappen, dorpsgezichten, stillevens en portretten.

## Werk in openbare collecties (selectie)

### Museum Arnhem[2]
- Zelfportret
- Portret vader van de schilder, olieverf op linnen
- Portret moeder van de schilder, olieverf op linnen
- Landschap, tekening

### Museum Veluwezoom[3]
- Landschap, krijt